# Scarabeo 8
Le Scarabeo 8 est un navire de forage semi-submersible en eau profonde de 6ème génération (ultra-deep water drillship en anglais). Il appartient au plus grand fournisseur de services offshore italien Saipem, ancienne filiale de la société énergétique Eni. Cette plate-forme de forage autopropulsée à positionnement dynamique navigue sous le pavillon de complaisance des Bahamas, enregistré au port de Nassau.
Scarabeo 8 est une plate-forme de forage offshore. Elle est capable de fonctionner à une profondeur d'eau allant jusqu'à 10.000 pieds (environ 3.000 mètres) et peut effectuer des forages jusqu'à plus de 10.650 mètres (34.970 pieds). Elle est capable d'effectuer des opérations de forage à une température de l'air de −20/–45° C  et à une température de l'eau de 0/–32 ° C. Le navire est composé de deux coques, six colonnes et un pont principal où l'installation de forage et les services de plate-forme sont installés. La plate-forme est aussi  équipée de deux grues de pont et d'une flèche articulée.

## Construction et livraison
Scarabeo 8 a été commandé le 10 juin 2005. Sa coque a été réalisée au chantier naval russe Sevmash à Severodvinsk.
En 2007, la coque a été transférée au chantier naval de Palerme, en Italie, où Fincantieri a continué sa construction. Le 24 juin 2010, un incident d'incendie a eu lieu lorsque l'incendie s'est déclaré dans le système de ventilation.  On croyait que l'incendie était un acte de sabotage par les travailleurs. Personne n'a été blessé lors de l'incident. Cependant, à la suite de cet incident, la plate-forme avait besoin d'un remplacement massif des tuyaux, des systèmes de chauffage, de ventilation et de climatisation, des détails en acier et de la peinture. Environ 120 kilomètres de câbles ont été remplacés. 
Après cet incident, Scarabeo 8 a été déplacé du chantier Fincantieri en Italie vers la Norvège pour les réparations et l'achèvement final. Dans ce voyage, il a été remorqué par deux bateaux de remorquage. La plate-forme a été mise en situation d'hivernation pour travailler dans des conditions arctiques et mise en service dans le chantier Westcon à Ølensvåg (en). La plate-forme a traversé une période d'essai en mer au début de 2012. Elle a été baptisée le 3 avril 2012. 
À l'origine, la plate-forme devait être prête au troisième trimestre de 2009. Cependant, en raison de différents accidents et retards, elle n'a été mise en service qu'en 2012. La licence de forage dans les eaux norvégiennes a été retardée plusieurs fois en raison de non-conformités à la réglementation norvégienne. Des non-conformités ont été trouvées dans des domaines tels que le système de gestion de l'utilisation des équipements de levage, les grues offshore pour la manutention des tuyaux, le fonctionnement d'urgence des appareils de levage, l'accès aux équipements électriques, les barrières de sécurité, l'installation de stockage pour le carburant d'hélicoptère, ainsi que la conception les questions relatives à la manutention et à l'environnement de travail. 

### Hébergement et pont d'hélicoptère
Le module d'habitation peut accueillir jusqu'à 140 personnes (dont 128 en cabine simple). L'hélisurface est autorisée pour les hélicoptères de type Sikorsky S-61 et Sikorsky S-92.

## Opérations
Le premier puits foré par Scarabeo 8 se trouve dans le prospect Odden exploité par Equinor en mer du Nord. Après cela, la plate-forme est allée dans les prospects de Salina et Bonna exploités par Eni dans la mer de Barents avant de commencer le forage sur le Goliat fiel exploité par Eni.